# リモニン
リモニン (Limonin) は、フラノラクトンの1種のリモノイドに分類される有機化合物の1つである。ミカン属などの植物から得られる、常温常圧では白い結晶性固体として存在する物質で、苦味を持つ。リモン酸D-環ラクトン (limonoate D-ring-lactone)、リモン酸ジ-δ-ラクトン (limonoic acid di-delta-lactone) とも呼ばれる。

## 所在
オレンジやレモンやハクセンなど、ミカン科の果実に含まれ、特に種子には高濃度で含まれていることが多い。また、ミカン科植物を原料とする生薬の呉茱萸や黄柏にも含有されている。

## 食品への影響
リモニンを含むリモノイド化合物は柑橘類を用いた製品に苦味を与えることがある。オレンジジュースなどの製品から苦味を取り除く（脱苦味法、"debittering"）ために高分子膜を利用することが提案されている。

## 生理作用
ヒトの疾患に対してリモニンを用いる様々な研究が行われている。柑橘類の種子からの抽出物は抗ウイルス作用を示し、HIV-1やHTLV-Iなどのレトロウイルスに対する複製阻害作用が報告されている。神経保護作用や大腸癌細胞の増殖抑制も確認されており、マウスを用いた実験では抗肥満薬としての作用も見られた。